# Asthenolabus stalii
Asthenolabus stalii là một loài tò vò trong họ Ichneumonidae.